# Сочинский дендрарий
Со́чинский дендра́рий — уникальное собрание субтропической флоры и фауны, памятник садово-паркового искусства в Хостинском районе города Сочи, Краснодарский край, Россия.
Парк «Дендрарий» является структурным подразделением ФГБУ «Сочинский национальный парк».

## История
В 1889 году издатель «Петербургской газеты», коллекционер, драматург С. Н. Худеков приобрёл в Сочи 50 десятин земли на склоне Лысой горы. Там в 1899 году была построена его вилла «Надежда», названная в честь жены Надежды Алексеевны. На 15 га заложен парк, а рядом — сливовый и персиковый сад. Растения для парка закупались в ботанических садах Крыма, Германии и Кавказа (часть из них, например, была привезена из питомника принца Ольденбургского в Гаграх). Большой знаток экзотических растений С. Н. Худеков высадил в парке около 400 видов деревьев и кустарников, он же к 1892 году осуществил планировку парка вместе со своим другом садовником К. А. Лангау. Парк строился по типу франко-итальянских террасных парков конца XIX века и постоянно пополнялся новыми растениями. К 1917 году в нём произрастало их уже более 550 видов. Парк украсили скульптуры и вазы, заказанные во Франции и отлитые из чугуна мастерами франко-итальянской компании А. Дюреном и П. Капелларо.
В 1922 году парк национализировали. В 1944 году дендрарий передали Сочинской научно-исследовательской лесной опытной станции (преобразованной впоследствии в НИИ Горлесэкол). 7 июня 1977 года с Курортного проспекта на самую высокую точку парка была пущена канатная дорога длиной 897 метров. Архитектор сооружения — Г. С. Сечинашвили, главный инженер проектов канатных дорог института «Грузгипрошахт» — В. М. Лежава.
На основании приказа Министерства природных ресурсов и экологии РФ № 27 от 09.02.2012 г., в целях оптимизации структуры, состава и размещения федеральных бюджетных подразделений, Сочинский Дендрарий вошёл в состав Сочинского национального парка в качестве структурного подразделения.
В 1978 году на территории верхней части парка проходили съёмки приключенческого трёхсерийного телефильма «Приключения принца Флоризеля».
В 2012 году в Верхнем парке открыт макет плиточного дольмена.
В мае 2024 года открыли после капитального ремонта обновлённую канатную дорогу.

## Современное состояние
В настоящее время площадь парка составляет 46,4 гектаров. В нём произрастает более 1800 видов, форм и сортов древесных и кустарниковых пород. Имеет большую коллекцию сосен — 74 вида в количестве 1890 экземпляров, крупнейшие в России коллекции дубов — 66 видов и пальм — 54 вида, кипарисов, множество редких субтропических растений.
Парк состоит из двух частей: верхней и нижней. В верхнюю часть можно подняться на канатной дороге. На территории верхней части находится вилла "Надежда" (в которой работает музей), исторические фонтаны и скульптуры, вольеры со страусами и павлинами. По территории верхней части парка курсируют экскурсионные электромобили.
В нижней части парка расположен каскад прудов в которых находятся водоплавающие птицы: лебеди, гуси, утки, пеликаны. 29 апреля 1972 года в нижней части парка открыли аквариум с морской водой. Его первыми обитателями стали обитатели Чёрного моря: морской кот, скат, окуни, ерши, кефаль, ставрида и другие рыбы.Он действовал до конца XX века. В 2016 году здание аквариума перестроили, теперь в нём представлены обитатели Красного моря.
В парке созданы отдельные уголки, где компактно растут коллекции растений Кавказа, Японии, Китая, Австралии, Средиземноморья, Северной и Южной Америки.
Парк — важная экспериментальная база института. В нём прошли испытания редкие в лесоводческом и декоративном отношениях экзоты, которые составляют сейчас коллекции ботанических садов Прикарпатья, Средней Азии, Румынии, Чехии и многих других стран. В год из Дендрария отправляется более 1000 образцов семян редких растений различным учреждениям мира. Из питомников экзоты передаются и для озеленения Сочи.
В вилле «Надежда», отреставрированной в 2014 году, развёрнута постоянная экспозиция, посвящённая жизни и творчеству Сергея Худекова, а также истории русского балета.

## Галерея

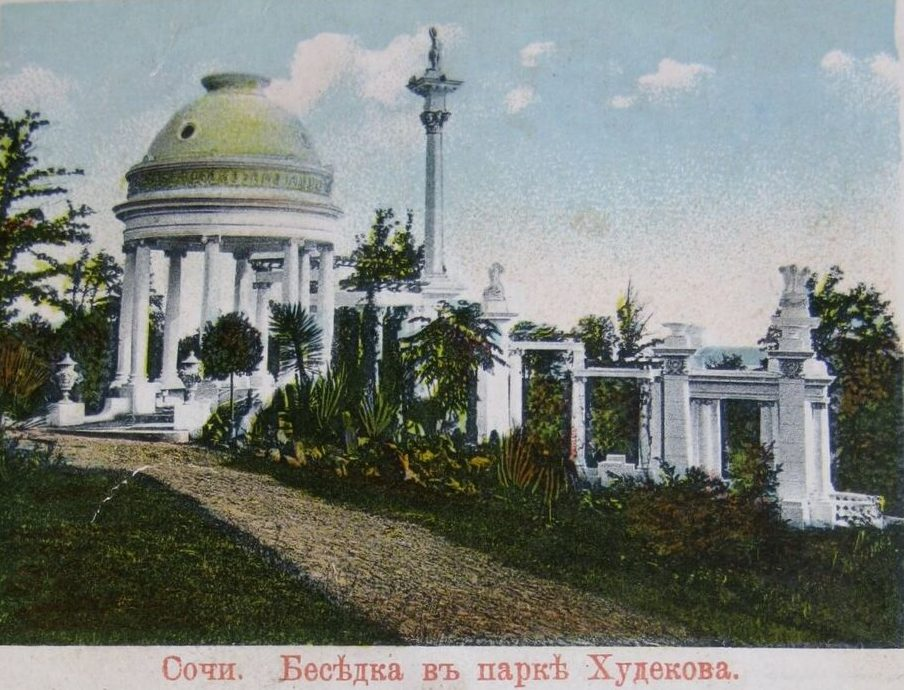
Парк Худекова до 1917 года.
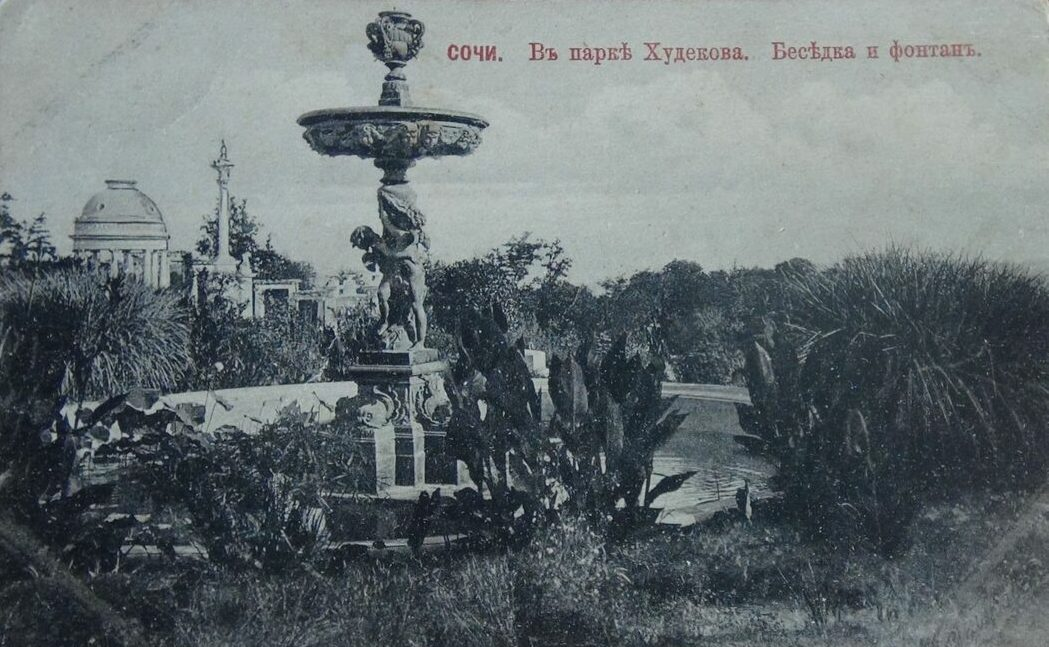
Парк Худекова до 1917 года.
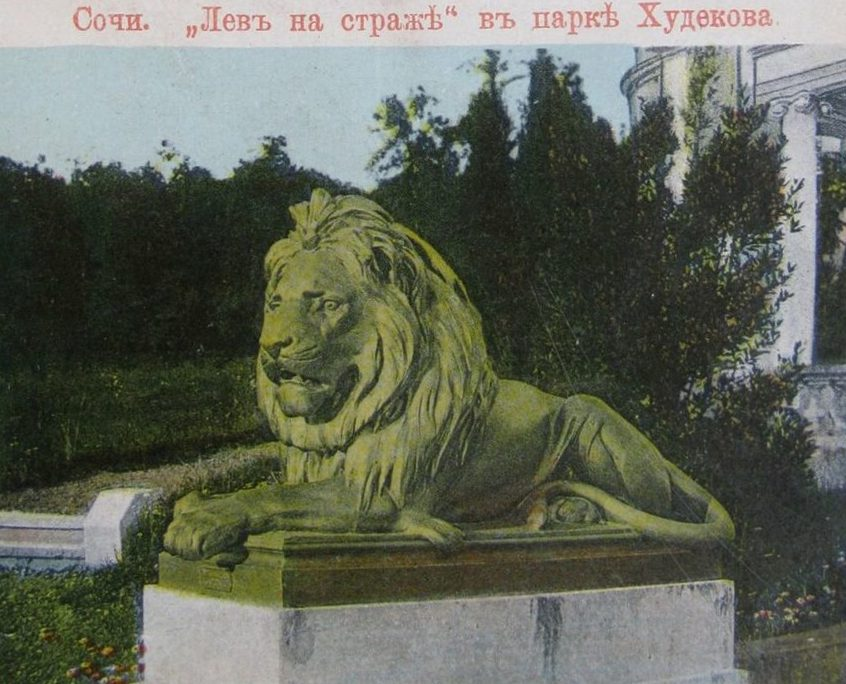
Парк Худекова до 1917 года.
Бюст Худекова, основателя Сочинского дендропарка
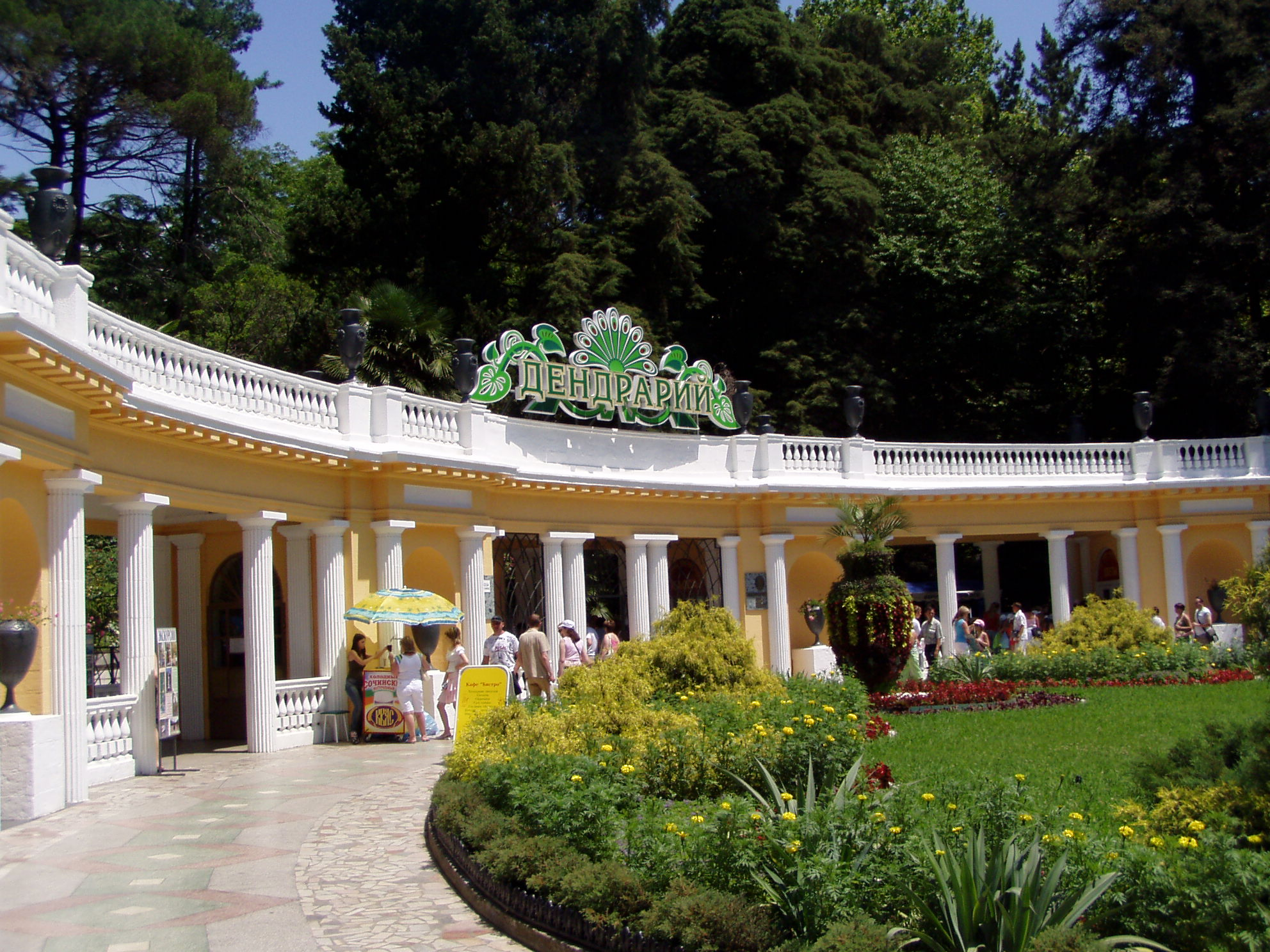
Дендрарий. Главный вход
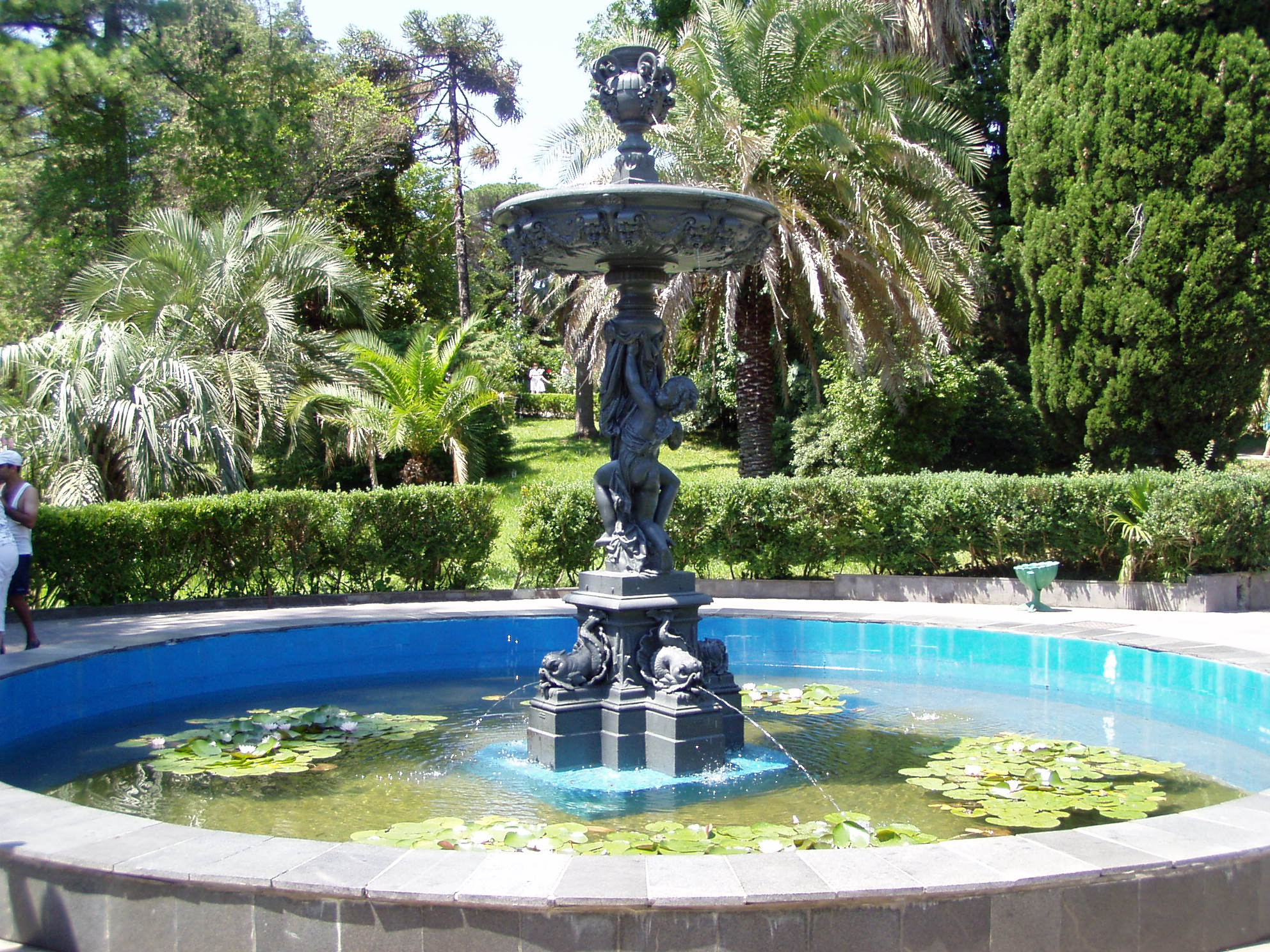
Дендрарий. Центральный фонтан «Амуры»
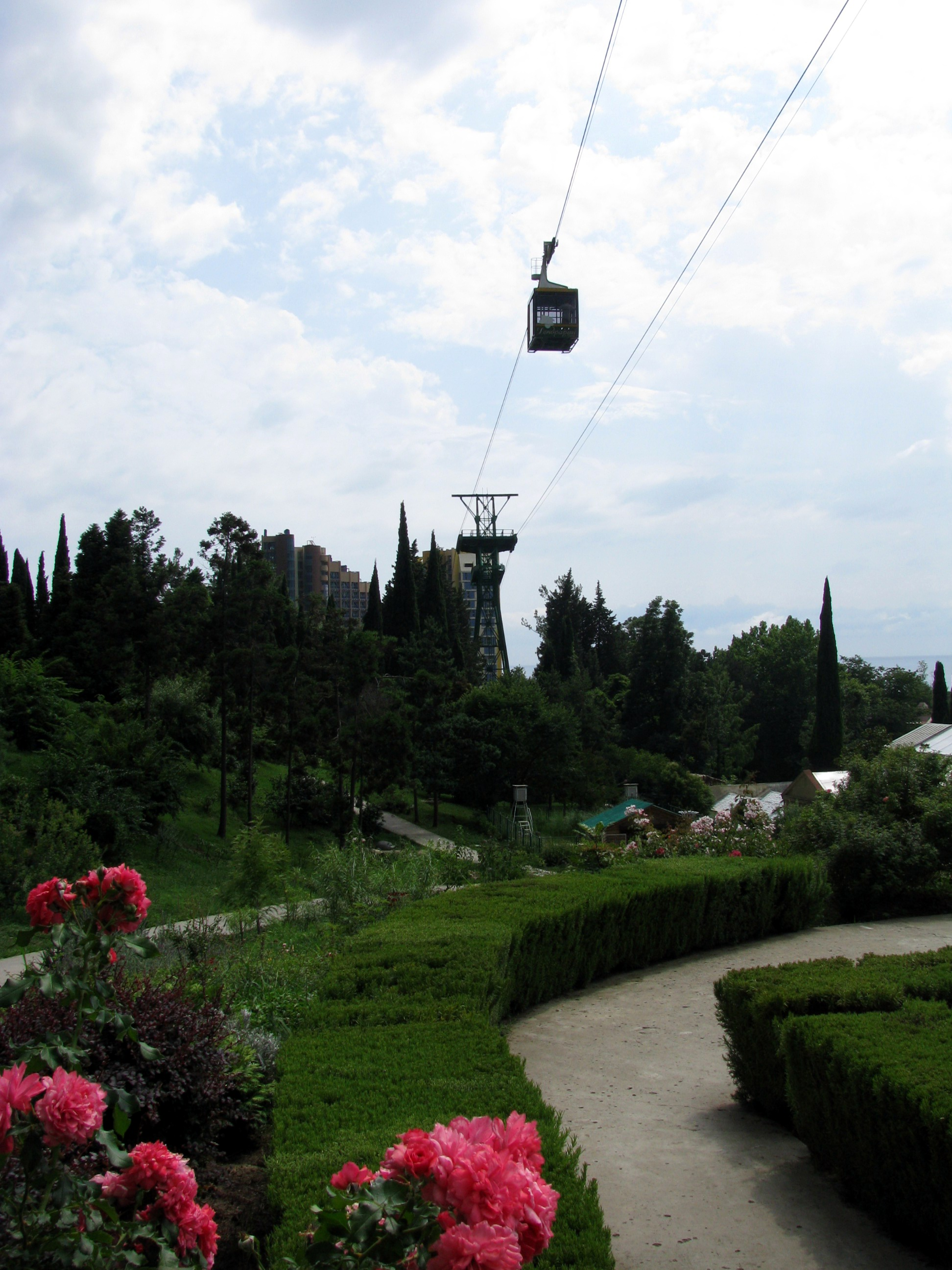
Дендрарий. Канатная дорога
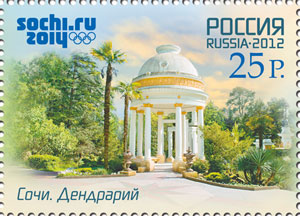
Почтовая марка России, посвящённая сочинскому дендрарию
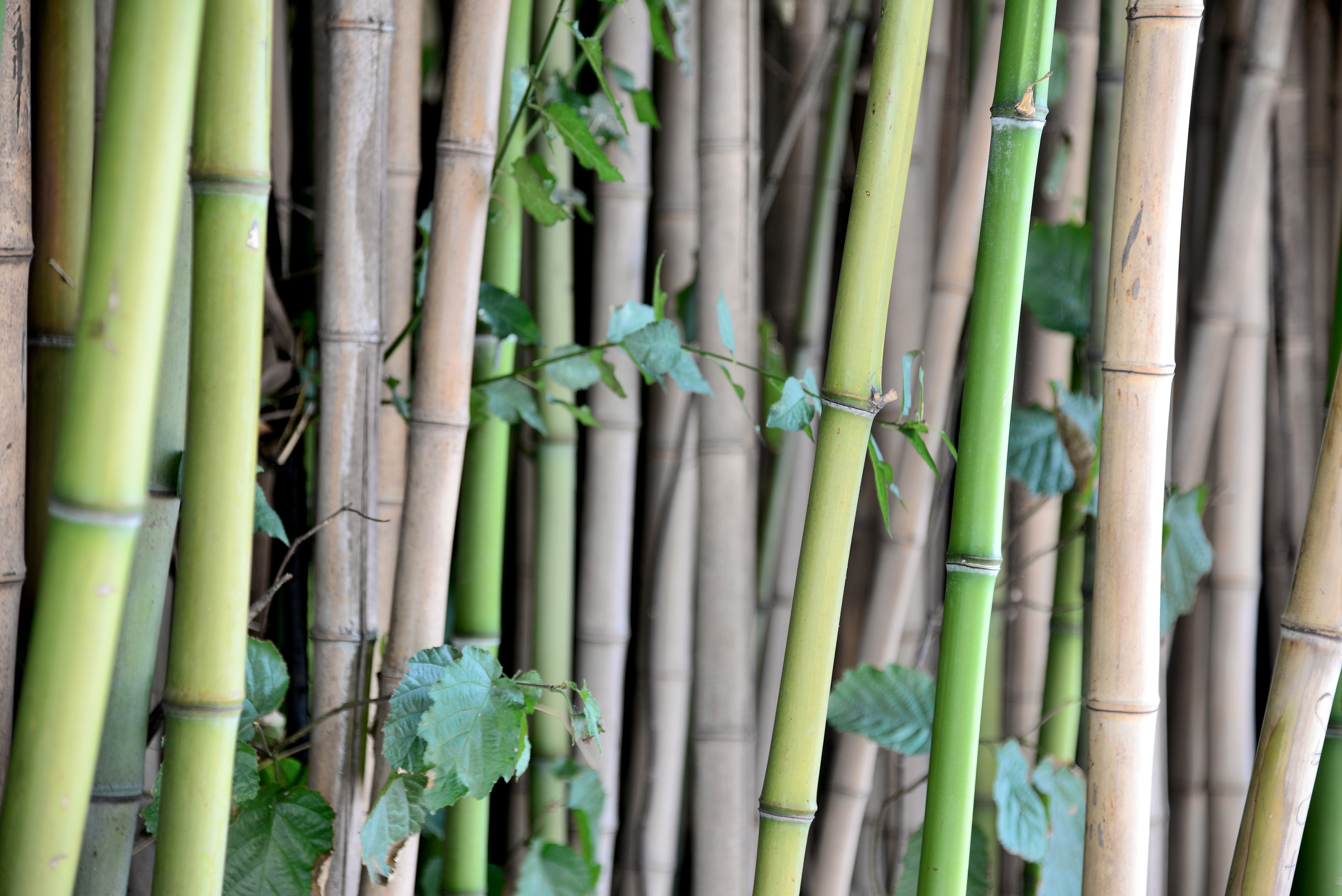
Бамбуковая роща
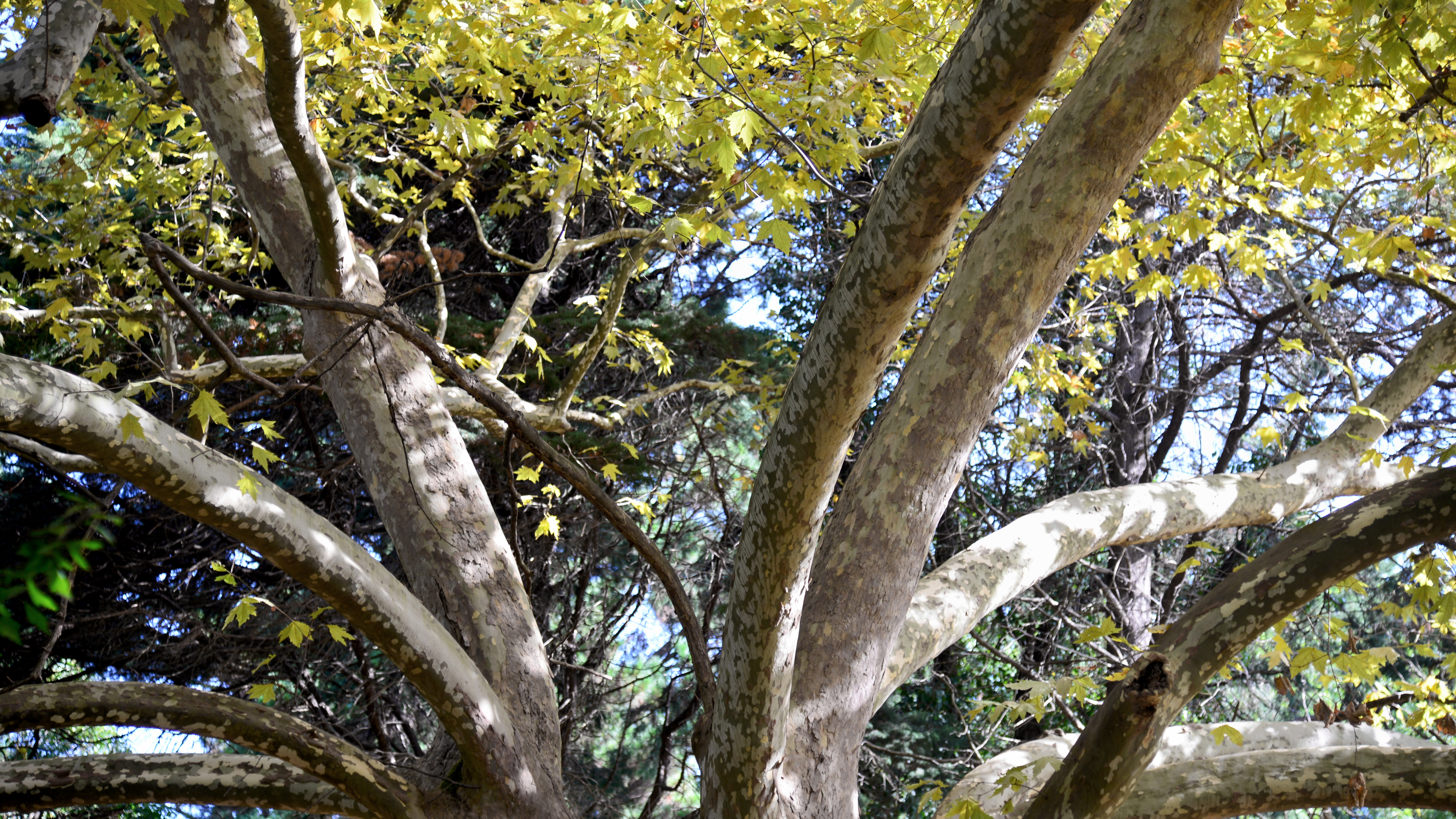
Ветви платана
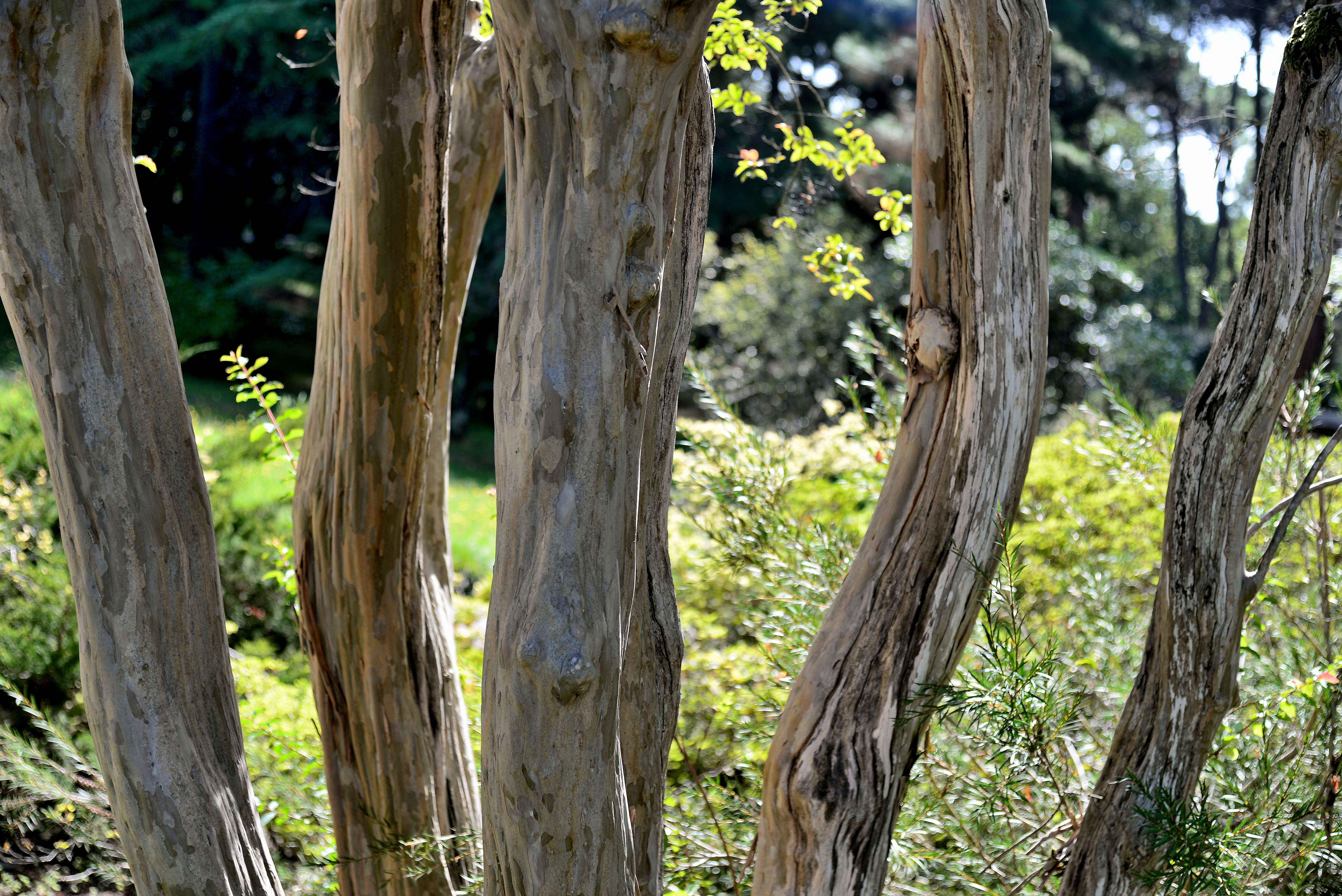
Стволы деревьев в парке
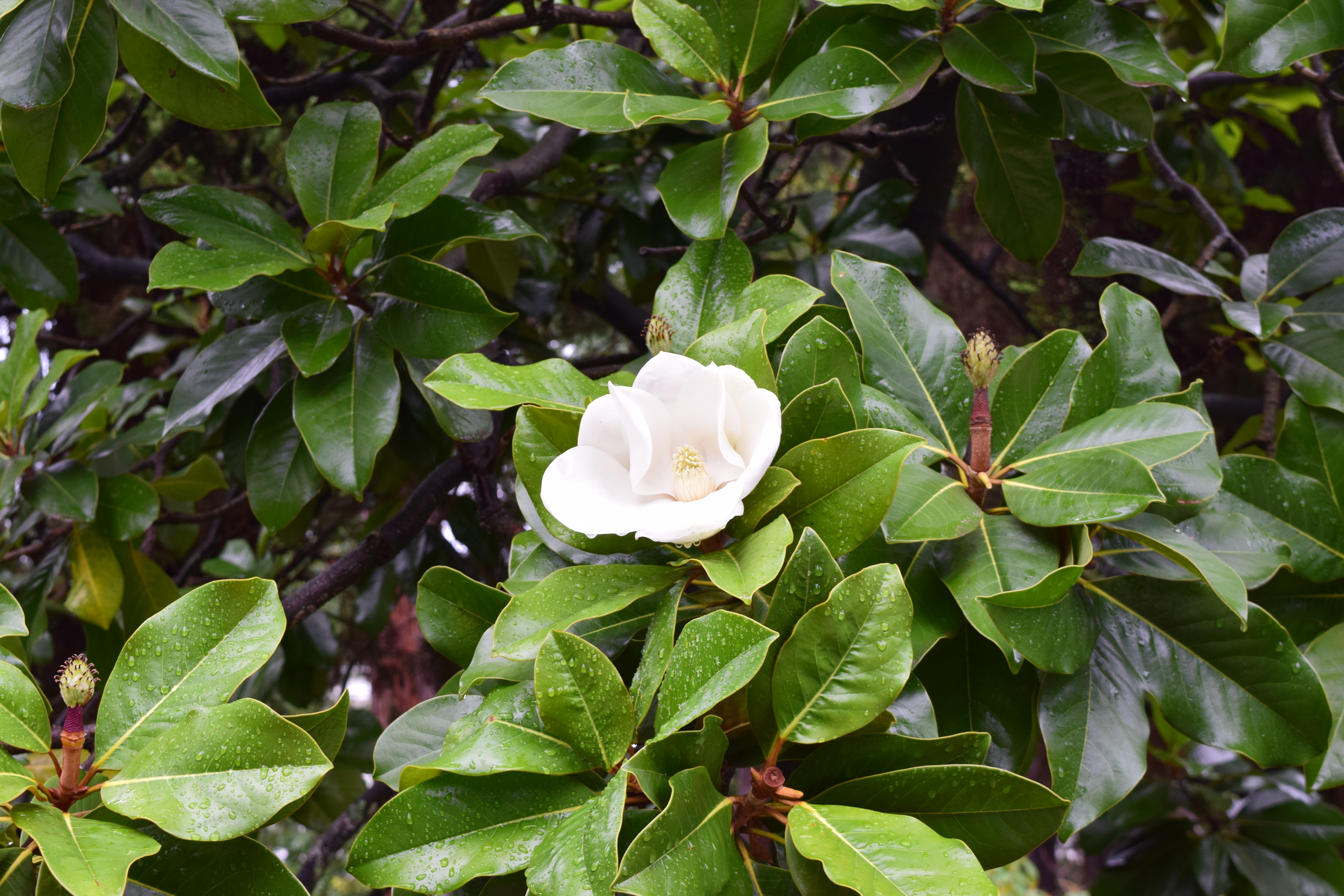
Магнолия
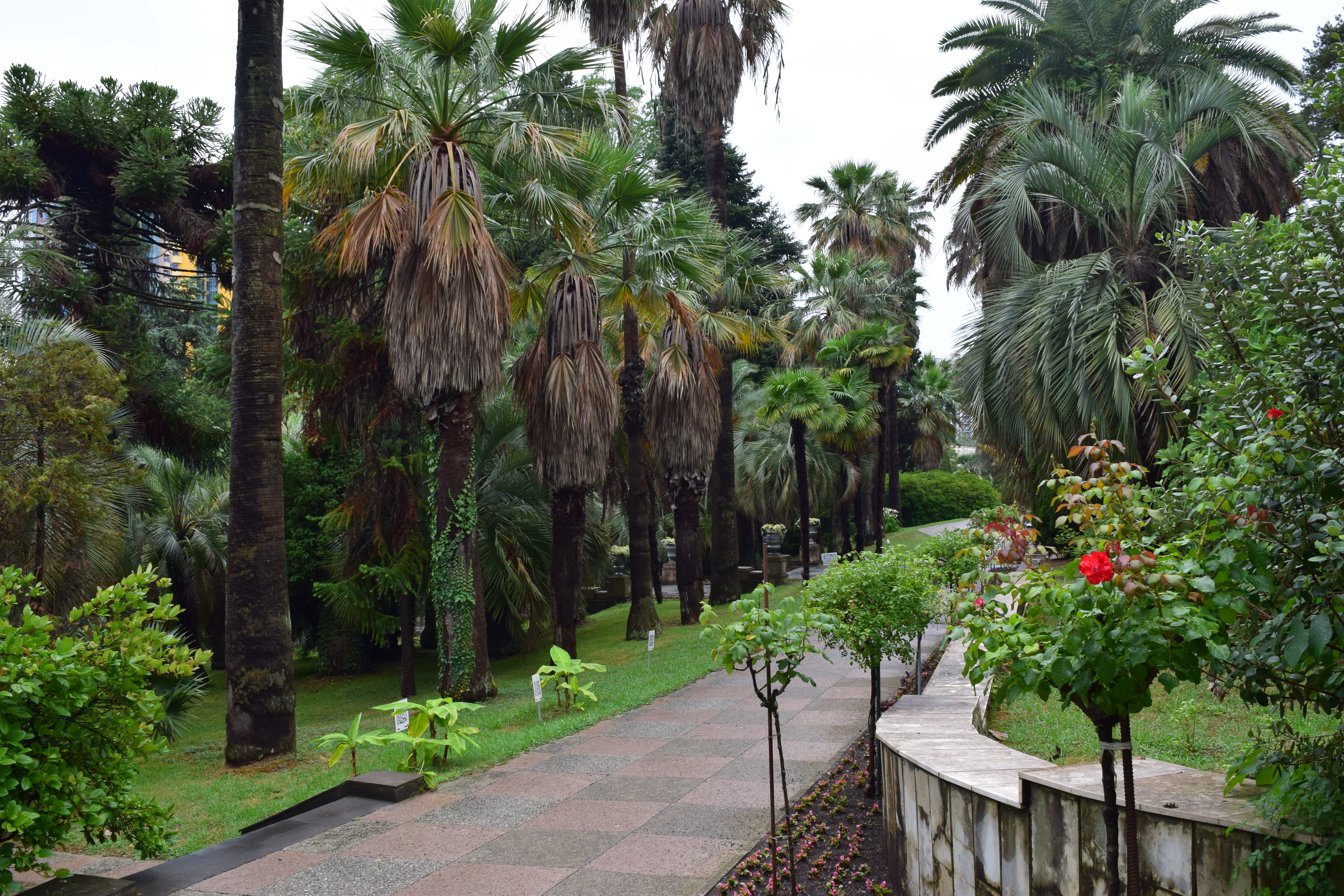
Дорожки парка
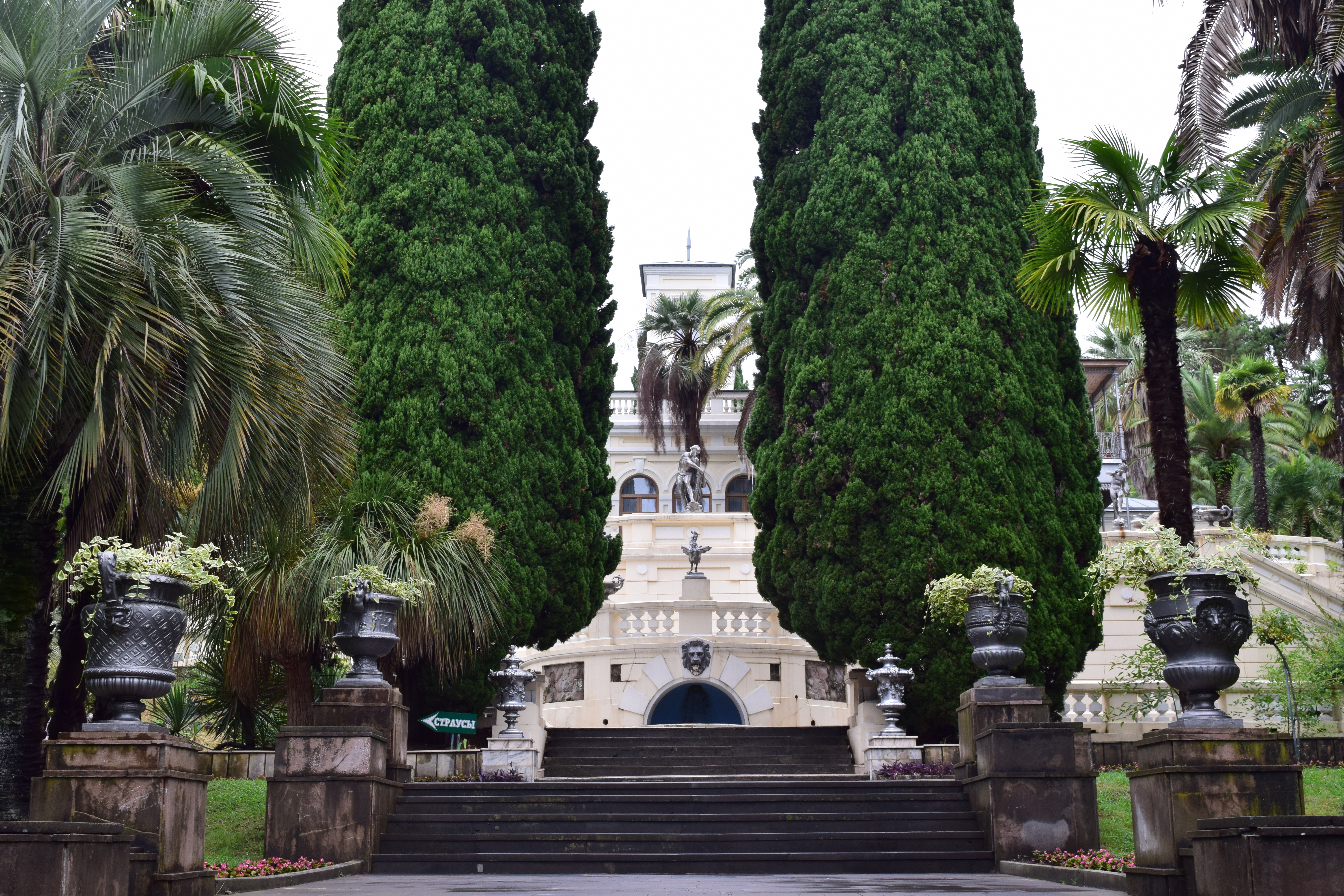
Вилла «Надежда»
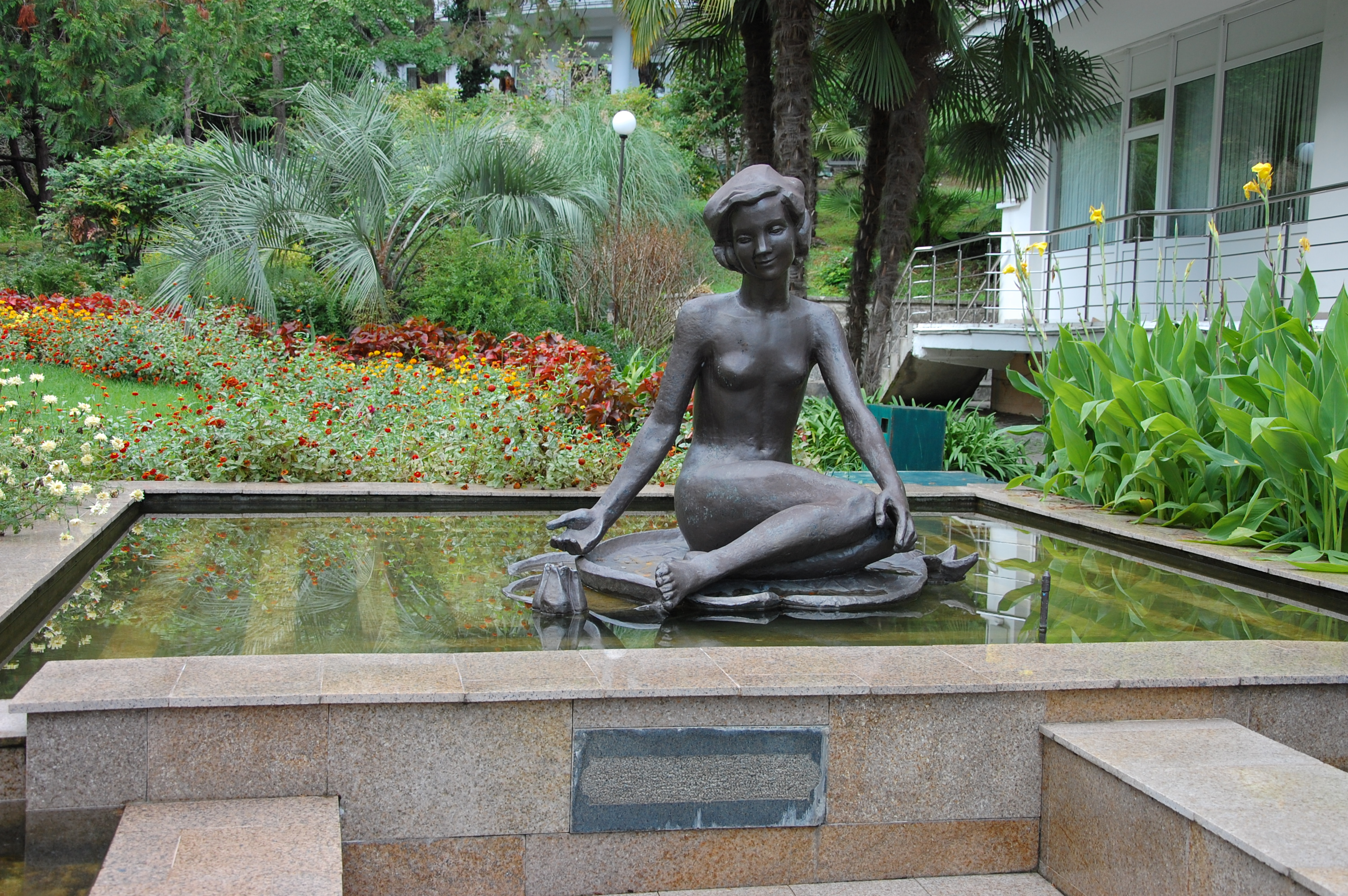
Фонтан «Татьяна»
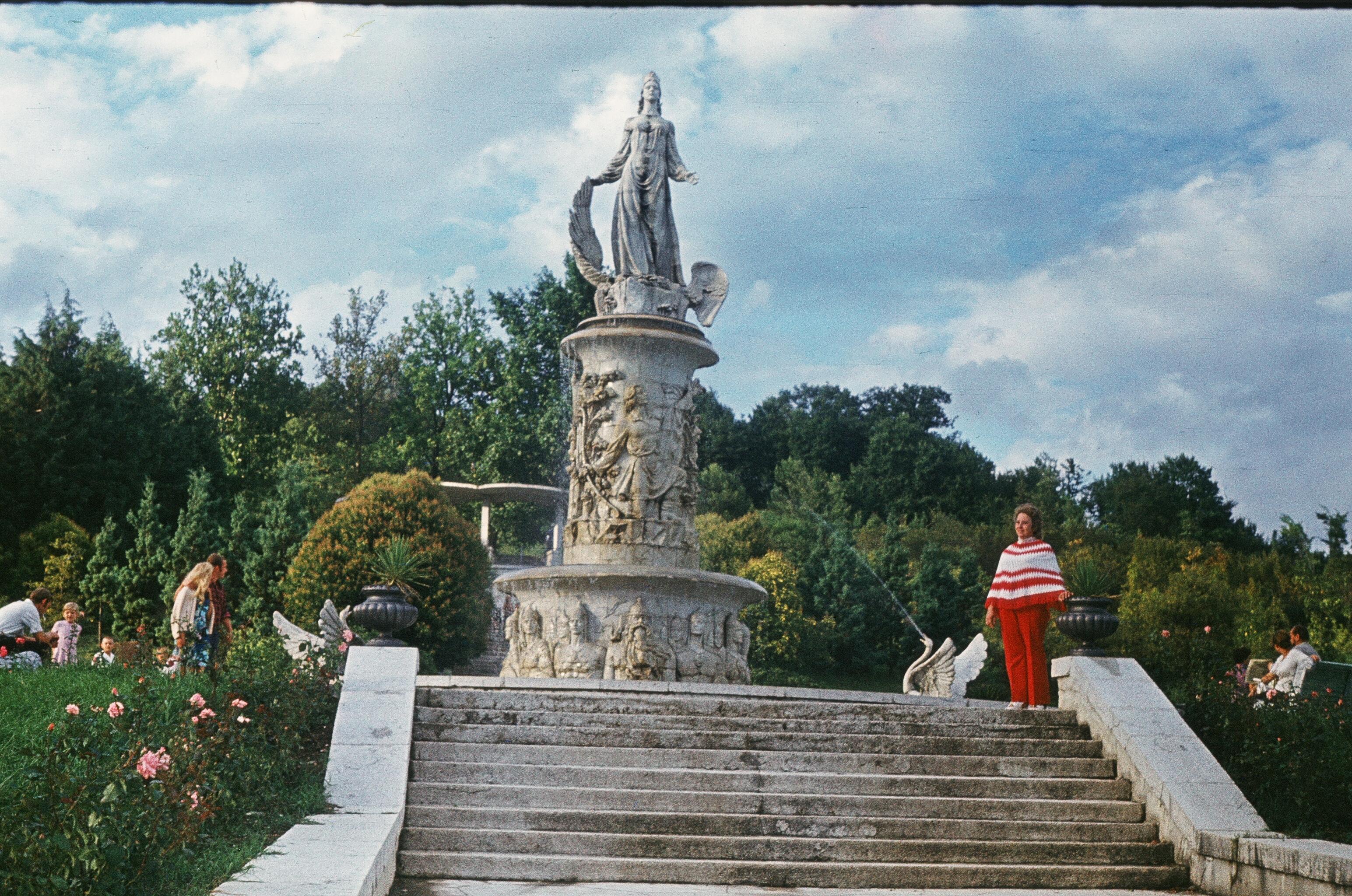
Фонтан «Сказка». Дендрарий. Сочи 1973.
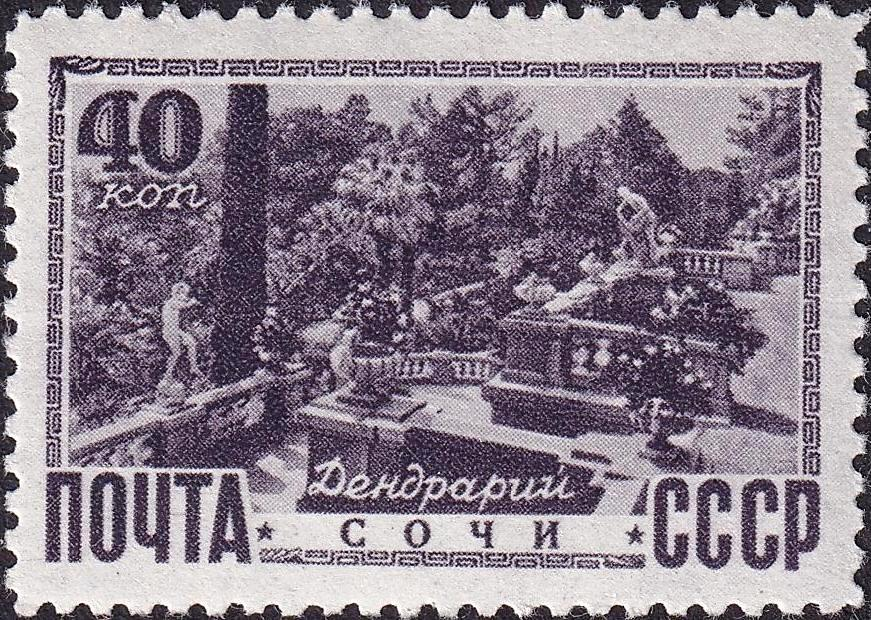
Дендрарий на почтовой марке СССР, 1949 год.

## Директора
1. Штейп, Владимир Владимирович — первый.

## Интересные факты
В парке снимался эпизод фильма «Клуб самоубийц, или Приключения титулованной особы» (1979) с Олегом Далем в главной роли, а также фильм «Чебурашка».

## Адрес и сайт
- 354002 Россия, г. Сочи, просп. Курортный, 74
- Официальный сайт: Парка дендрарий в Сочи